# Ulvsta, Ljusdals kommun
Ulvsta är en bebyggelse i Järvsö socken i Ljusdals kommun i Gävleborgs län, söder om Järvsö. Orten var före 2015 avgränsad till en småort för att då räknas som en del av tätorten Järvsö.